# Sampol del Verger
Sampol del Verger és una família hidalga d'Alaró que procedia de la família Santpol o Sampol, mà major de la mateixa vila. Prové del mateix tronc familiar que els Sampol de Son Curt, els Sampol de l'Alcadena (a la qual succeí la família Conrado) o els Sampol de la Teulera (actualment extingida). L'advocat Pere Sampol i Rosselló hi estava emparentat. Foren senyors de la possessió Es Verger des del segle xvii fins al segle xx.